# 圣莫里斯 (下莱茵省)
圣莫里斯（法語：Saint-Maurice，法語發音：[sɛ̃ moʁis] ⓘ）是法国下莱茵省的一个市镇，位于该省南部，属于塞莱斯塔-埃尔什泰因区。

## 地理
圣莫里斯（48°19'41"N, 7°20'7"E）面积1.4 平方千米，位于法国大東部大區下莱茵省，该省份为法国大陆部分最东部的省份，是阿尔萨斯的一部分，今与上莱茵省组成了阿尔萨斯欧洲集体，其南至上莱茵省，西南接孚日省和默尔特-摩泽尔省，西接摩泽尔省，北与德国接壤。
与圣莫里斯接壤的市镇（或旧市镇、城区）包括：迪耶方巴克奥瓦、讷沃埃格利斯、圣皮埃尔布瓦、唐维莱、特里耶姆巴克奥瓦。

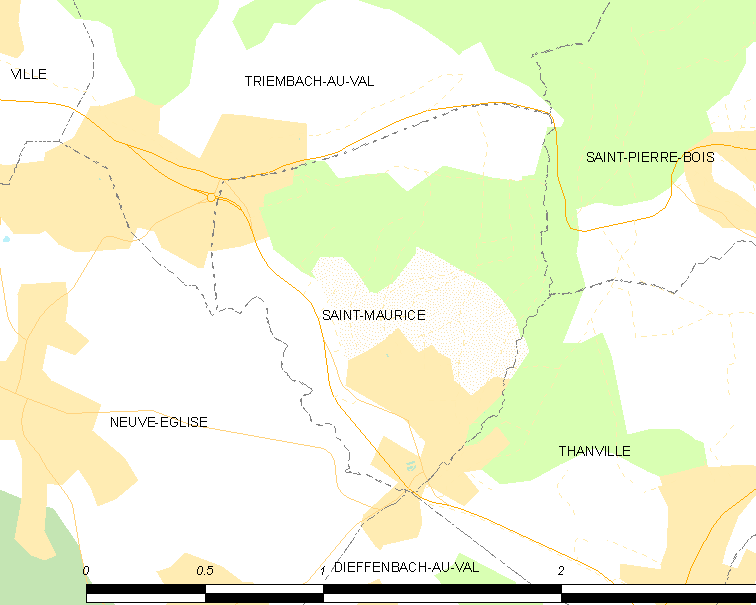
的OSM定位图

圣莫里斯的时区为UTC+01:00、UTC+02:00（夏令时）。

## 行政
圣莫里斯的邮政编码为67220，INSEE市镇编码为67427。

## 政治
圣莫里斯所属的省级选区为米齐格县。

## 人口

1962-2008年间人口变化图示

圣莫里斯于2022年1月1日时的人口数量为331人。